# Money Shot: The Pornhub Story
Money Shot: The Pornhub Story (lanzada en español como Hasta el fondo: La historia de Pornhub en España y El clímax del millón: La historia de Pornhub en Hispanoamérica) es un documental de Netflix de 2023 sobre Pornhub y su empresa matriz MindGeek. Presenta imágenes de entrevistas de trabajadoras sexuales, exempleados de Pornhub, periodistas y figuras contra el tráfico sexual. El documental se centra en un escándalo de 2020 sobre pornografía no consentida en Pornhub, incluida la de niños, y cómo las consecuencias afectaron a los artistas pornográficos.
Netflix se acercó a Jigsaw Productions sobre la película: la directora Suzanne Hillinger estaba interesada en que se destacaran las opiniones de las trabajadoras sexuales, ya que sentía que no estaban suficientemente representadas en la cobertura de los medios. Hillinger dijo que muchas figuras de la industria pornográfica inicialmente se mostraron reacias a participar. Cherie DeVille se mostró escéptica, pero participó para presentar la narrativa de que los grupos contra el tráfico sexual tenían agendas de derecha. La exempleada de MindGeek, Noelle Perdue, trabajó como archivista y verificadora de datos, además de ser entrevistada.
Según Rotten Tomatoes, la mayoría de las críticas del documental fueron positivas. Sin embargo, los revisores estaban divididos en muchos temas, incluido el mensaje, la procedencia y el ritmo. Algunos críticos lo llamaron neutral, pero otros lo vieron como a favor del trabajo sexual. El enfoque en los objetivos políticos de las organizaciones contra el tráfico sexual generalmente se consideró una fortaleza, pero algunas reseñas criticaron la falta de profundidad de las entrevistas o las contradicciones no resueltas entre los diferentes puntos de vista que se presentan. Las conclusiones extraídas por otros revisores incluyen que faltaba la moderación del contenido de Pornhub y que existen problemas con la concentración de dinero y poder en la industria.

## Sinopsis

La compañía pornográfica canadiense Pornhub es propiedad de MindGeek.

El documental, que presenta imágenes de entrevistas sin narración, comienza con algunos sujetos que cuentan sus primeros recuerdos de ver pornografía. Entrevista a trabajadoras sexuales y personas asociadas con Pornhub, incluidos ex empleados, periodistas y figuras legales.
La corporación canadiense Pornhub comenzó como un sitio de tubo gratuito para ver contenido pirateado, comparable a LimeWire para música o The Pirate Bay para películas. Fue fundado por tres estudiantes de la Universidad Concordia y vendido a Fabian Thylmann de MindGeek, una empresa de datos, en 2010. Después de que Thylmann fuera condenado por evasión de impuestos, Pornhub y MindGeek quedaron bajo el control de Feras Antoon y David Tassillo y el inversionista Bernd Bergmair. Pornhub ganó terreno a través de la optimización de motores de búsqueda (SEO) y se benefició de los anuncios y promociones. Los artistas pornográficos inicialmente no estaban contentos porque no podían monetizar el contenido en Pornhub; esto cambió en 2018 con la función Modelhub. Noelle Perdue es entrevistada para el documental: trabajó para Pornhub durante tres años como guionista, productora y reclutadora de películas pornográficas.

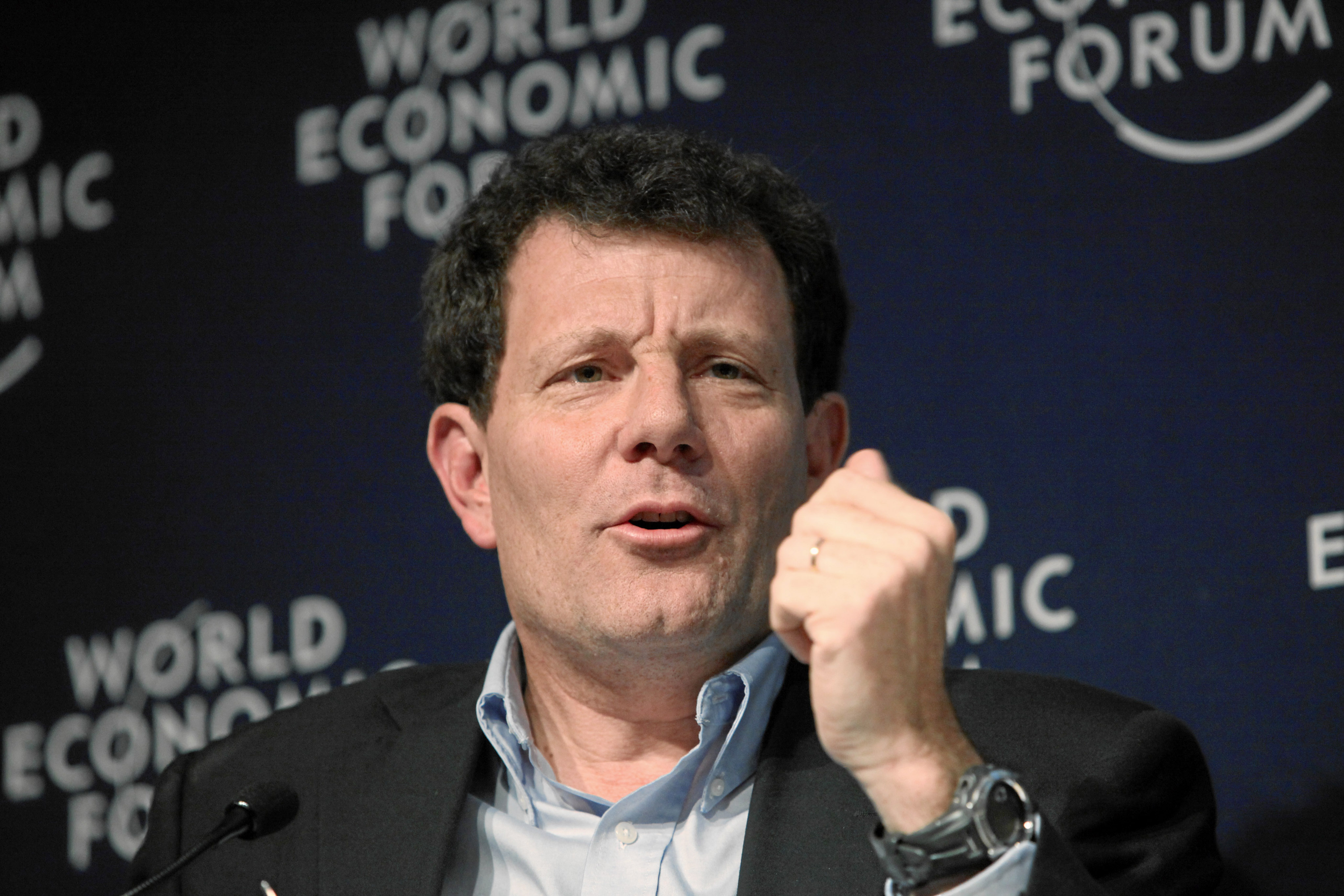
Nicholas Kristof, autor de «The Children of Pornhub» (The New York Times).

En 2020, Nicholas Kristof escribió el artículo «The Children of Pornhub» («Los niños de Pornhub») para The New York Times, sobre el tema de los niños víctimas de pornografía no consentida subida a Pornhub. Al mismo tiempo, la organización cristiana sin fines de lucro Exodus Cry dirigió una campaña, '#Traffickinghub', que se oponía al contenido de tráfico sexual en Pornhub. Estos eventos llevaron a Mastercard y Visa a no permitir el procesamiento de pagos con la empresa y provocaron que Pornhub prohibiera las cargas de usuarios no verificados. El artículo de Kristof había sugerido tres cambios en Pornhub: requerir la verificación del usuario, evitar la descarga de usuarios y aumentar la moderación de contenido. Siri Dahl, una artista pornográfica, dijo que estas eran medidas «increíblemente razonables» que las trabajadoras sexuales favorecían, pero que estas trabajadoras se convirtieron en víctimas de los boicots de las compañías de tarjetas de crédito. Mientras tanto, la mayor parte de los ingresos de Pornhub provenían de anuncios publicitarios.
Los ejecutivos de Pornhub hablaron en una audiencia del Parlamento de Canadá sobre el contenido no consensuado en el sitio web. Aunque MindGeek coopera con el Centro Nacional para Niños Desaparecidos y Explotados (NCMEC, por sus siglas en inglés) para eliminar contenido no consentido, un exempleado anónimo describe que se esperaba que los moderadores de contenido vieran al menos 700 videos por día y no podían investigar a fondo el contenido que había sido reportado. El abogado Michael Bowe representa a 30 clientes en una demanda civil contra Pornhub. Las mujeres afirman que la empresa es cómplice de la pornografía no consensuada que las presenta, incluida la pornografía de venganza, videos de violación y videos de abuso sexual infantil. Bowe compara la empresa con Los Soprano, una serie de televisión sobre una banda criminal ficticia. Dani Pinter habla en contra de la explotación sexual infantil en Pornhub en nombre del Centro Nacional sobre Explotación Sexual (NCOSE). Las trabajadoras sexuales entrevistadas comentan que Exodus Cry es de extrema derecha, fue fundada por un predicador evangélico y desea terminar con todo el trabajo sexual, mientras que NCOSE, anteriormente Morality in Media, tiene raíces similares.
El documental muestra partes de la filmación, edición y organización involucradas en el trabajo de Gwen Adora y Dahl, cuando actúan solas y en una escena grupal. Ambos temas plantean problemas a los que se enfrentan las trabajadoras sexuales. En octubre de 2021, OnlyFans dijo que prohibiría el material pornográfico. Adora dice que esto dejó a los actores pornográficos como ella en posiciones financieramente inseguras. Dahl comenta que la censura de sitios web es un problema para las trabajadoras sexuales: sus cuentas en Instagram pueden ser prohibidas en la sombra incluso si no se publica material sexual, y sitios como OnlyFans prohíben palabras asociadas con actividad sexual consensuada, como «pegging». Michael Stabile señala que la mansión del CEO de MindGeek, Feras Antoon, fue incendiada poco después de que se mencionara su ubicación en el Parlamento de Canadá, aunque se desconoce el culpable y el motivo. Perdue critica que los ejecutivos de Pornhub desconocieran el proyecto de ley estadounidense FOSTA-SESTA (2018), que afectaba a las trabajadoras sexuales legales. Allie Knox describe que los cambios en Craigslist aumentaron el peligro para las trabajadoras sexuales y dificultaron la identificación de los traficantes de niños.

## Entrevistados
- Gwen Adora, actriz pornográfica.
- Asa Akira, actriz pornográfica y portavoz de Pornhub.
- Michael Bowe, representante legal de las víctimas de pornografía no consentida en Pornhub.
- Whitney Burgoyne, exempleada de Pornhub.
- Siri Dahl, actriz pornográfica.
- Cherie DeVille, actriz pornográfica.
- Natassia Dreams, actriz pornográfica y portavoz de Pornhub.
- Wolf Hudson, actor pornográfico.
- Allie Knox, actriz pornográfica.
- Nicholas Kristof, periodista de The New York Times.
- Bree Mills, directora pornográfica.
- Martin Patriquin, periodista de The Logic.
- Noelle Perdue, exempleada de MindGeek.
- Dani Pinter, portavoz del Centro Nacional sobre Explotación Sexual.
- Yiota Souras, portavoz del Centro Nacional para Niños Desaparecidos y Explotados.
- Michael Stabile, portavoz de la Coalición por la Libertad de Expresión.

## Producción
El documental fue lanzado en la plataforma de transmisión Netflix el 15 de marzo de 2023 en alrededor de 65 países. Fue dirigida por Suzanne Hillinger y editada por su esposa Alexis Johnson. Netflix se acercó a Jigsaw Productions para hacer un documental sobre Pornhub y la responsabilidad corporativa. Las primeras escenas filmadas fueron con Bowe el día que presentó una denuncia legal.
Hillinger describió el enfoque central como «lo que significan la sexualidad y el consentimiento cuando las plataformas de Internet de miles de millones de dólares prosperan con el contenido generado por los usuarios». Hillinger apuntó a que facilitara «conversaciones importantes sobre sexo y consentimiento». Hillinger dijo que los problemas con el contenido no consensuado se aplican a la totalidad de Internet, no solo a Pornhub. Según Hillinger, NCOSE tenía «algunos motivos cuestionables», pero Pinter estaba bien informado, era persuasivo y no se negó a responder preguntas difíciles. Hillinger optó por no centrarse en los patrocinadores financieros de Exodus Cry o NCOSE, creyendo que habría distraído la atención de temas más amplios como la privacidad, el consentimiento y la libertad de expresión.
Hillinger dijo que muchos exempleados de MindGeek habían firmado acuerdos de confidencialidad (NDA) con la empresa y estaban «realmente asustados» de participar en el documental. Adora puso a Hillinger en contacto con Perdue, quien al principio «sospechaba con razón». Además de ser entrevistado, Perdue se desempeñó como archivista y verificador de hechos para el documental. Ha escrito sobre trabajo sexual para periódicos como Slate, The Washington Post y Wired. Como se describe a sí mismo como un «historiador de la pornografía en Internet», Perdue esperaba que el documental hiciera que los espectadores sintieran un «sentido de responsabilidad» y «comprometieran más ... por curiosidad en lugar de vergüenza o estigma».
Hillinger quería centrarse en las trabajadoras sexuales, sintiendo que habían estado subrepresentadas en el artículo de opinión y los informes de prensa de Kristof. No les dio a los entrevistados el derecho de aprobar las imágenes editadas de ellos que se usaron. Hillinger dijo que abrió conversaciones al reconocer que los sujetos sospecharían de ella y al afirmar que el documental no tendría narrador. Sugirió que Adora confiaba en ella después de revisar su filmografía y debido a su identidad queer compartida. Dahl dio comentarios positivos sobre el producto final y dijo que logró presentar el punto de vista de las trabajadoras sexuales «de una manera que nunca fue hecha antes» y provocó conversaciones sobre el trabajo sexual y la pornografía entre el público.
DeVille escribió en Rolling Stone que las campañas que se presentaban como contra el tráfico sexual eran de derecha, cristianas y contra la pornografía en general, y que Hillinger dijo que la película presentaría esta narrativa. Aunque escéptica de ser entrevistada, DeVille accedió a participar y optó por cubrirse la piel y usar colores suaves para mitigar ser retratada como poco inteligente o mentirosa. El rodaje tuvo lugar en una casa de campo alquilada en las afueras de Los Ángeles durante cuatro horas. Dijo que ni odiaba ni amaba la película y que no se arrepentía de su papel en ella.
La cuenta de Instagram de Adora se suspendió el día que se estrenó Money Shot y la de Hillinger se suspendió una semana después.

## Recepción
Netflix declaró que en su primera semana, Money Shot fue la cuarta película más vista en la plataforma, con una transmisión de 13 millones de horas. Alcanzó los diez primeros en cada país en el que estaba disponible. En el agregador de reseñas Rotten Tomatoes, que clasificó 28 reseñas como positivas o negativas, el documental tiene un índice de aprobación del 82%. De cinco estrellas, fue calificado con 2,5 estrellas por News24 y dos estrellas por The Indian Express y The Guardian. Mientras que Barry Hertz sugirió en The Globe and Mail que su ritmo era demasiado lento, Noel Murray de Los Angeles Times pensó que el documental debería haber tenido una duración más larga, y Lucy Ford de GQ encontró que tenía un amplio alcance. Los revisores encontraron en gran medida el tono de la película como no salaz. Sin embargo, Murray pensó que contenía detalles sexualmente explícitos que no eran relevantes para la narrativa.
Las opiniones sobre qué postura tomaba el documental fueron variadas. Tenía una posición neutral según Gabi Zietsman de News24, pero afirmó también que daba la mayor parte del tiempo de pantalla a los trabajadores de la industria para adultos. En Variety, Owen Gleiberman elogió la «imparcialidad periodística sin complicaciones», en la que el documental ofrece un análisis «desapegado y aleccionador» de las afirmaciones de las campañas contra el tráfico sexual. Si bien Hertz dijo que «no tenía un punto de vista particular sobre el estado de la cultura sexual contemporánea», Peter Bradshaw de The Guardian creía que el documental se ponía del lado de las trabajadoras sexuales como «empresarias creativas y héroes de la sensualidad consentida». Katie Rife de Polygon escribió que el documental tiene una «postura audaz» de que el material de abuso sexual infantil no está tan extendido en Pornhub como afirman los activistas contra el tráfico sexual.
Rife dijo que la película cubría un conflicto de larga data sobre los puntos de vista feministas sobre la pornografía, centrándose en los puntos de vista subrepresentados de las trabajadoras sexuales. Una crítica, dada por Nick Schager de The Daily Beast, fue que la descripción de la pornografía era engañosamente blanda. En una reseña para Jezebel, Rich Juzwiak escribió que «sobresale en desentrañar los matices» del tema: los trabajadores de la industria tienen la oportunidad de explicar los efectos de las medidas contra el tráfico sexual en sus vidas, pero Pornhub también es examinado por moderación de contenido «extremadamente inadecuada». Además, Murray aprobó el documental como una perspectiva reflexiva sobre un tema complicado con relevancia continua.
En The Indian Express, Rohan Naahar criticó la «narrativa suelta» y la falta de contribuciones de los empleados actuales de Pornhub o de los activistas contra Pornhub. Por ejemplo, como señaló Bradshaw, Laila Mickelwait de Exodus Cry no es entrevistada. De manera similar, Schager y Zietsman sintieron que faltaba profundidad o periodismo de investigación, y Hertz creía que sufría de una tensión no resuelta entre los puntos de vista opuestos presentados. Por otro lado, Juzwiak opinó que el documental logra mostrar que los «agentes antisexuales» están capitalizando una reacción legítima a la explotación sexual con una revelación «narrativamente convincente» de la agenda política de NCOSE, aunque una que «en algo confunde el mensaje». Schager creía que Pinter minimizó los valores y motivos religiosos de NCOSE y Juzwiak dijo que las entrevistas de Pinter no logran «disfrazar la agenda real» de la organización.
Naahar sugirió que la retención de la audiencia sería baja ya que el documental «no tiene absolutamente nada nuevo que aportar a un argumento que ya se ha resuelto». Naahar encontró obvio que Pornhub se había involucrado en comportamientos poco éticos, las trabajadoras sexuales se convirtieron en «daños colaterales» y el «control de daños» de la empresa no era virtuoso. Bradshaw escribió que una pregunta más interesante e inexplorada es si Pornhub, y los sitios web no pornográficos, son editores o plataformas, y qué responsabilidad tienen por el contenido que alojan.
El título es un juego de palabras con la frase money shot, que en inglés se refiere a una corrida en la pornografía y la forma en que Pornhub genera ingresos. Ford elogió la decisión de abrir con «la realidad profundamente poco sexy» del uso de datos y publicidad por parte de Pornhub y la logística de producir y editar material sexual. Ford sugirió que el mensaje del documental es que la pornografía es un «monopolio capitalista» dictado por factores económicos. Rife vio que tenía una oposición persuasiva a la concentración de un poder irresponsable en manos de «tech bros y capitalistas de riesgo».

## Lectura adicional
- Bradley, Sian (15 de marzo de 2023). «How Pornhub became the front line of the war on sex work». Dazed.
- Corbett, Erin (15 de marzo de 2023). «The History of Pornhub: A Timeline of How It Started and Where It Stands Now». Netflix.